# Asesinato de Sophie Hook
El asesinato de Sophie Hook fue un crimen ampliamente difundido en los medios de comunicación que tuvo lugar en Llandudno, Gales del Norte, en julio de 1995.
Sophie Louise Hook (27 de mayo de 1988 - 30 de julio de 1995) era una niña británica de siete años que fue asesinada en Llandudno, Gales, en la madrugada del 30 de julio de 1995. Era de Great Budworth, cerca de Northwich, Cheshire, pero se alojaba en la casa de Llandudno de su tío, Danny Jones, cuando fue asesinada. Había desaparecido de una tienda de campaña donde acampaba en el jardín de su tío, y su cuerpo fue encontrado varado en una playa cercana varias horas después. Howard Hughes fue arrestado por el asesinato poco después y condenado a cadena perpetua tras ser declarado culpable en julio de 1996.
Después de su juicio, se reveló que Hughes había estado relacionado con múltiples ataques sexuales contra niños, pero la policía no pudo procesarlo debido a la falta de pruebas o porque los padres de las víctimas querían evitarles a sus hijos una prueba más en el tribunal. Cuando Hughes fue sentenciado, el juez Richard Curtis dijo: "Eres un demonio. Tu crimen es la peor pesadilla de todos los padres... Ninguna niña está, ni estará jamás, a salvo de ti. Mi recomendación en vista de tu crimen espantoso y el peligro máximo que representas para las niñas, es que nunca, jamás, te liberen". En noviembre de 2002, el ministro del Interior, David Blunkett, dictaminó que Hughes tendría que cumplir una pena mínima de 50 años en prisión antes de poder ser considerado para la libertad condicional.

## Asesinato de Sophie Hook

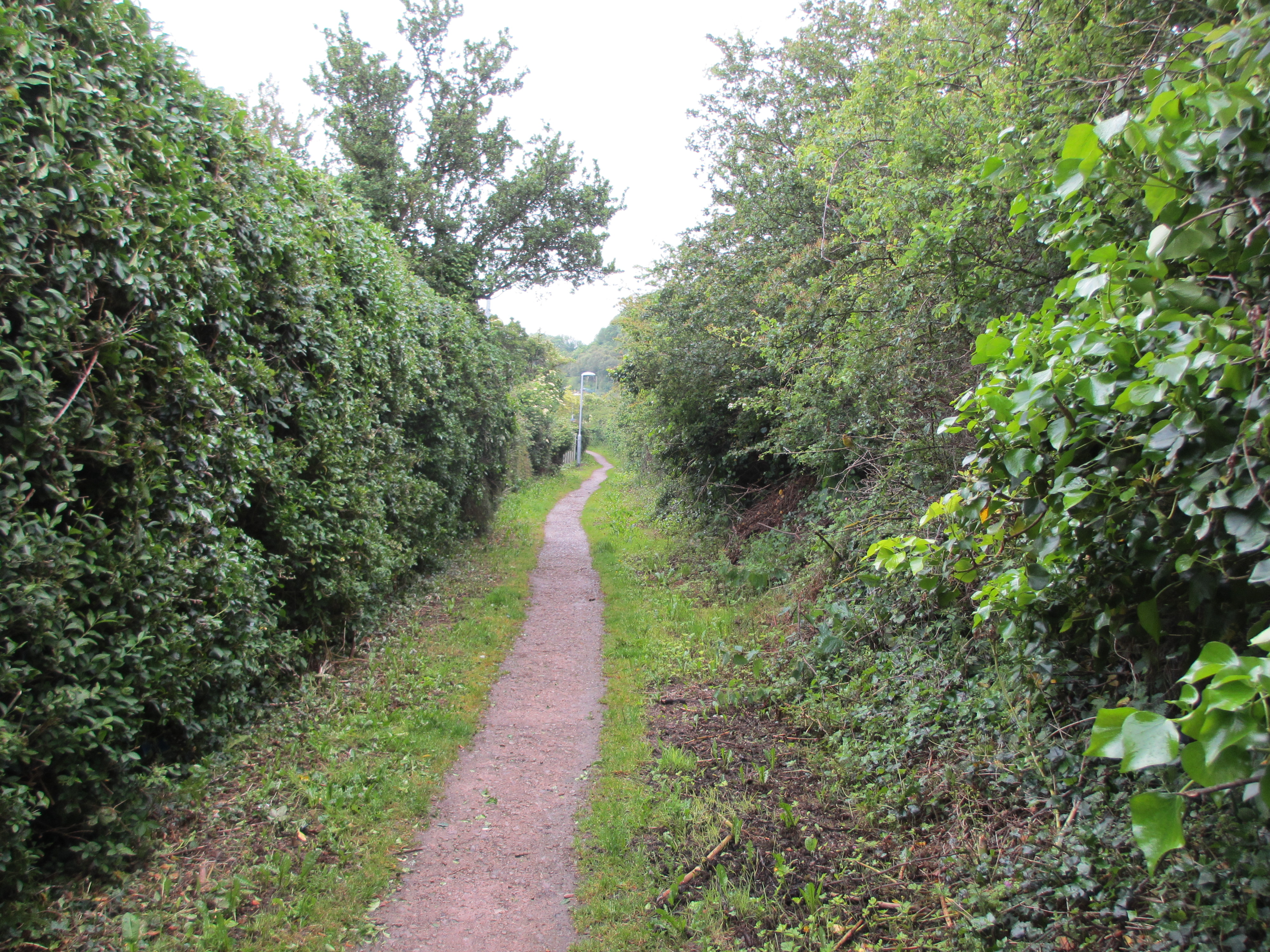
El camino de herradura que recorre la parte trasera de las propiedades.

El 29 de julio de 1995, Sophie Hook, de siete años, estaba visitando a sus tíos en Llandudno con su familia, sus padres y tres hermanos, para celebrar el cumpleaños de su prima. Por la tarde Sophie se desnudó hasta quedar solo en bragas para jugar con los otros niños en una piscina inflable en el jardín. Se cree que Hughes observó a los niños, incluida Sophie, desde un punto oculto en un camino de herradura con vista a la propiedad. Hughes fue visto en el área en su bicicleta por varios testigos. Le dijo a uno de ellos, una mujer que paseaba a su perro que lo vio agachado entre los arbustos, que estaba buscando unas monedas que había perdido. Desde el camino de herradura, Hughes habría podido escuchar las conversaciones de los niños y saber así que planeaban pasar la noche en una tienda de campaña en el jardín. Más tarde ese mismo día, se cree que intentó secuestrar a Alexandra Roberts, de seis años, que estaba haciendo el pino en un parque a menos de cuatro minutos en bicicleta del jardín, pero la niña escapó.

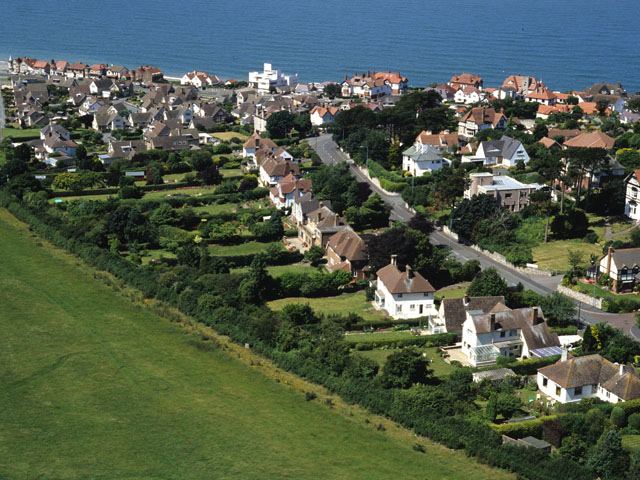
Penrhynside Mountain, el camino de herradura que bordea la parte trasera de la línea de casas en Bryn y Bia Road.

A las 00:20 horas del 30 de julio, uno de los niños decidió dormir en la casa, aunque otros tres, incluida Sophie, se quedaron al aire libre. El tío de Sophie revisó a los niños a las 12:40 am antes de retirarse a dormir, dejando la puerta abierta en la parte trasera de la casa en caso de que alguno de ellos decidiera entrar. A las 2:30 a. m. el primo de Sophie se despertó, miró la hora y notó que Sophie todavía estaba en la tienda durmiendo entre él y su hermana. A las 2:55 Hughes habló con un oficial de policía que lo vio mientras patrullaba el paseo marítimo de la ciudad. La próxima vez que su primo se despertó a las 7:15 a. m., descubrió que Sophie no estaba. Al no poder localizarla después de buscar en el jardín y los alrededores, se informó de su desaparición a la policía a las 8:20 am.
Se cree que Hughes había sacado a Sophie, todavía dormida en su saco de dormir, de la tienda en algún momento de la madrugada del 30 de julio. Su cuerpo desnudo fue encontrado varado en la playa a media milla de distancia en Llandudno a las 7:10 am del 30 de julio de 1995 por un hombre local que paseaba a su perro. El examen realizado por el patólogo del Ministerio del Interior, el Dr. Donald Waite, reveló que había sido objeto de un ataque brutal que involucró "una fuerza considerable" que resultó en la fractura de su brazo y tobillo derechos, y su cuerpo quedó cubierto de hematomas "consistentes con que la niña fuera agarrada fuertemente con una mano" y los moretones en la cabeza y la cara eran consistentes con puñetazos o bofetadas. Había sufrido una grave hemorragia interna al haber sido violentamente violada y sodomizada. La mayoría de sus lesiones eran comparables a las que normalmente sufren las personas muertas o gravemente heridas en accidentes automovilísticos importantes. Todas las lesiones se produjeron mientras ella aún estaba viva. El Dr. Waite dijo que durante el ataque la niña sintió tanto dolor que dejó marcas de los dientes apretados en ambos lados de la lengua y dentro del labio inferior. La muerte fue causada por estrangulamiento manual, que duró hasta tres minutos (en el estrangulamiento por ligadura se pierde la consciencia más rápidamente), después de lo cual su cuerpo fue arrojado al mar, probablemente un esfuerzo de su asesino para eliminar las pruebas forenses, cerca de un acantilado llamado Little Orme en el extremo este del paseo marítimo de Llandudno. Su ropa, un distintivo camisón rosa y blanco de Winnie the Pooh, bragas y un par de calcetines de Marks & Spencer con flores rosas en relieve, no se encontraron en ese momento.

## Howard Hughes
Howard Hughes nació el 9 de junio de 1965 en Llandudno, Gales, hijo de Gerald y Renee Hughes. Tenía tres hermanas mayores y su padre era un ingeniero civil y hombre de negocios "muy respetado" que operaba una exitosa empresa de contratación y explotación de canteras. Hughes nació con una anomalía cromosómica sexual que le produjo el síndrome del XYY que hizo que creciera a un ritmo inusual, alcanzando 1,82 m a la edad de 11 años y 2,03 m cuando era adulto. También tenía problemas de conducta, problemas de aprendizaje y dislexia.
El padre de Hughes pagó para que asistiera a escuelas privadas "con la esperanza de que pudieran hacer algo con él" debido a su comportamiento a menudo violento, ya que atacaba regularmente a otros alumnos. Cuando Hughes fue rechazado después de solo dos períodos por  el Lindisfarne College en Wynnstay, Wrexham, su padre se ofreció sin éxito a pagar el doble de los honorarios normales si lo mantenían como alumno. En 1975, a la edad de diez años, Hughes fue enviado a Bank Hall, una escuela residencial para niños educativamente subnormales, en Chapel-en-Le-Frith, Derbyshire. En 1979 se transfirió a la escuela privada Woodlands en Deganwy, Gales. A pesar de que sus padres pagaron una matrícula privada adicional, Hughes no obtuvo ninguna calificación. En 1981, cuando tenía 16 años, llevó a un niño de siete años a una casa abandonada donde "se expuso e hizo sugerencias indecentes" antes de intentar estrangular a su víctima. El niño recordó más tarde: "Me levantó del suelo y me tiró, era un hombre muy fuerte. Terminó a horcajadas sobre mí con ambas manos alrededor de mi cuello". El niño fingió estar muerto hasta que Hughes se fue. Hughes fue declarado culpable de agredir al niño, puesto bajo una orden de supervisión de salud mental de dos años e internado en virtud de la Ley de Salud Mental en el hospital psiquiátrico de St Andrew, Northampton, seguido por el Hospital Garth Angharad en Dolgellau, un centro para el tratamiento de personas delincuentes con trastornos mentales. Tras su liberación, Hughes volvió a vivir con su madre, recientemente separada de su padre, en Colwyn Bay, Gales del Norte. La ruptura matrimonial probablemente se debió a la tensión por aquel hijo antisocial y vago. En la zona era rehuido y conocido como Mad Howie (Howie el Loco).
A la edad de 19 años, Hughes tenía 17 condenas por delitos que incluyen hurto, asalto, robo, daño criminal, comportamiento amenazante, infracción de tráfico y posesión de armas. Recibió dos sentencias privativas de libertad antes de 1995: Siendo adolescente cumplió tres meses en un reformatorio por infracciones de tráfico. A fines de la década de 1980, cumplió siete meses en una prisión para adultos por robo. Hughes había sido acusado de agredir indecentemente a niñas de tres, cinco y nueve años; La policía reveló que, durante los tres años anteriores al asesinato de Sophie Hook, lo habían entrevistado en relación con cinco denuncias "presentadas por niños o en su nombre".

## Arresto y confesión
La investigación del asesinato estuvo a cargo del superintendente de detectives Eric Jones de la policía de Gales del Norte. En declaraciones a los medios, dijo: "Quienquiera que sea el responsable de este crimen es un hombre muy peligroso, un bruto que debe ser capturado, rápidamente". Hughes fue arrestado en la casa que compartía con su madre a las 3:50 p. m. del mismo día en que se descubrió el cuerpo, y detenido en la comisaría de Rhyl, Clwyd, para ser interrogado.
En la mañana del 3 de agosto de 1995, la Fiscalía de la Corona y la policía acordaron que no había pruebas suficientes para acusar a Hughes del asesinato de Sophie Hook, y fue puesto en libertad a las 3:00 p. m. de ese día, solo para ser arrestado nuevamente por posesión de imágenes indecentes de niños que habían sido encontradas en un registro policial de su casa: recortes de niñas desnudas sacados de revistas y catálogos. En siete horas, fue acusado del asesinato de Sophie Hook, con un comunicado policial citando que este desarrollo fue "sobre la base de más información". Fue puesto bajo custodia en espera de juicio al año siguiente.

## Juicio

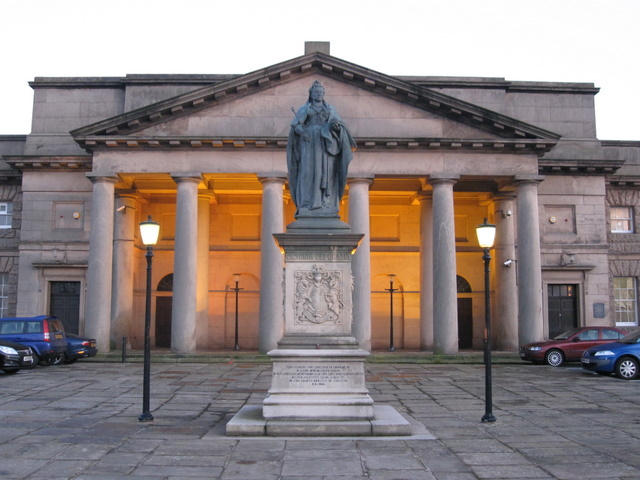
Tribunal de la Corona de Chester.

Hughes fue a juicio en el Tribunal de la Corona de Chester el 24 de junio de 1996, acusado de secuestro, violación y asesinato. El jurado no escuchó evidencia forense que vinculara a Hughes con la muerte de Sophie Hook, pero recibió información valiosa de tres testigos. El padre de Hughes, Gerald, le dijo al jurado que su hijo le había admitido el asesinato poco después de que lo arrestaran y lo mantuvieran bajo custodia en una comisaría local (aunque el propio Hughes siempre ha negado que se haya producido tal confesión). Jonathan Carroll, un delincuente profesional de 30 años que estaba en prisión cuando testificó, le dijo al jurado que había visto a Hughes cargando un saco de arpillera por una calle de Llandudno la noche del asesinato de Sophie, y que había captado un vislumbre de un cuerpo desnudo en el saco: el propio Carroll admitió que estaba en el proceso de robar en el jardín de una casa cuando vio que esto sucedía. Un tercer testigo, su amigo el delincuente sexual pedófilo convicto Michael Guidi, testificó que Hughes se había jactado ante él unos años antes de que le gustaría "violar a una niña de 4 o 5 años". El jurado también escuchó detalles de las heridas que Sophie había sufrido en el ataque, muchas de las cuales le habían sido infligidas antes de morir.
El 18 de julio de 1996, el jurado emitió un veredicto de culpabilidad de los tres cargos contra Howard Hughes. Luego, el juez Curtis le dio tres cadenas perpetuas al hombre de 31 años, quien calificó a Hughes de "demonio" y recomendó que nunca debería ser liberado de prisión. Esto lo colocó provisionalmente dentro del pequeño grupo de reos a los que se les impuso una pena de por vida, aunque el Ministerio del Interior no confirmó de inmediato la pena de Hughes.

## Apelaciones
El 5 de septiembre de 1997, el Tribunal de apelación autorizó a Howard Hughes a apelar contra su condena por el secuestro, violación y asesinato de Sophie Hook. Seis meses después, provocó más indignación al presentar una reclamación de compensación de 50.000 libras esterlinas contra el hogar de niños Bryn Estyn, donde afirmó que fue abusado cuando era niño. Dos semanas después, el Tribunal de apelación rechazó la oferta de Hughes de anular sus condenas.
La segunda apelación de Hughes tuvo lugar el 4 de septiembre de 2001, pero el Tribunal de apelación decidió nuevamente que no había motivos para anular sus condenas. Los jueces que tomaron la decisión también dictaminaron que no permitirían que Hughes impugnara más sus condenas a menos que apareciera nueva evidencia. Según los informes, Hughes decidió impugnar su condena en el Tribunal Europeo de Derechos Humanos, pero hasta ahora aún no lo ha hecho.
Su caso cuenta con el apoyo de INNOCENT, una organización que hace campaña contra los errores judiciales.

## Sentencia mínima
El 24 de noviembre de 2002, el entonces ministro del Interior, David Blunkett, anunció que cuatro asesinos de niños condenados pasarían cada uno un mínimo de 50 años tras las rejas antes de ser considerados para la libertad condicional. Howard Hughes fue uno de ellos; los otros eran Roy Whiting, Timothy Morss y Brett Tyler. Este fallo significaba que no se consideraría la liberación de Hughes hasta 2045 y la edad de 80 años. El poder del Ministro del Interior de establecer términos mínimos fue despojado 48 horas después como resultado de un desafío legal exitoso en el Tribunal Europeo de Derechos Humanos por parte del doble asesino convicto Anthony Anderson. El Ministerio del Interior describió el momento de la decisión del ministro del Interior como "coincidente", en respuesta a cualquier medio o fuente legal que podría haber argumentado que Blunkett había tomado la decisión porque sabía que estaba a punto de ser despojado de estos poderes. El gobierno también estaba bajo el escrutinio público por no haber evitado una huelga de bomberos en ese momento, y a principios de ese mes Myra Hindley había muerto después de cumplir 36 años de su cadena perpetua por su papel en los asesinatos de los páramos. La sentencia mínima de Hindley había sido aumentada de 25 a 30 años y luego a "toda la vida" por una sucesión de ministros del Interior, y sus partidarios argumentaron que los sucesivos ministros del Interior la mantenían en prisión para servir a los intereses de sus respectivos gobiernos.
Aunque la pena de Whiting se redujo a 40 años en una apelación en junio de 2010, Hughes aún tiene que impugnar la pena de 50 años, mientras que Morss y Tyler aún tienen que impugnar la suya también.

## Controversia del Partido Nacional Británico
En junio de 2004, el Partido Nacional Británico de extrema derecha fue objeto de fuertes críticas de los medios y del público por distribuir publicaciones en el norte de Gales, con una imagen de Sophie Hook y varias otras víctimas de asesinatos similares como parte de una campaña para la reintroducción de la pena de muerte. Gerry Davies, el hombre que encontró el cuerpo de Sophie, habló de su disgusto por la explotación de la tragedia por parte del BNP y afirmó que la estratagema fue un "perdedor de votos" para el BNP en lugar de un "ganador de votos". El partido no había consultado a las familias de los niños asesinados para obtener permiso para usar fotografías de los niños asesinados o los detalles de sus muertes como parte de la campaña.